# 粟屋高塚古墳
粟屋高塚古墳（あわやたかつかこふん）は、広島県三次市粟屋町にある古墳。形状は円墳。史跡指定はされていない。

## 概要
広島県北部、三次盆地西縁の高谷山（標高490メートル、霧の海展望台所在）から西に延びる尾根上（標高466メートル）に築造された古墳である。発掘調査は実施されていない。
墳形は円形で、直径約18メートル・高さ約3メートルを測る。墳丘の高所側には幅約3メートルの周溝が認められる。埋葬施設は横穴式石室で、東方向に開口する。三次地域では代表的な大型石室で、玄室・羨道の間を門柱石で区切る九州型石室の特徴を示す。石室内の副葬品は詳らかでない。

## 埋葬施設

石室俯瞰図

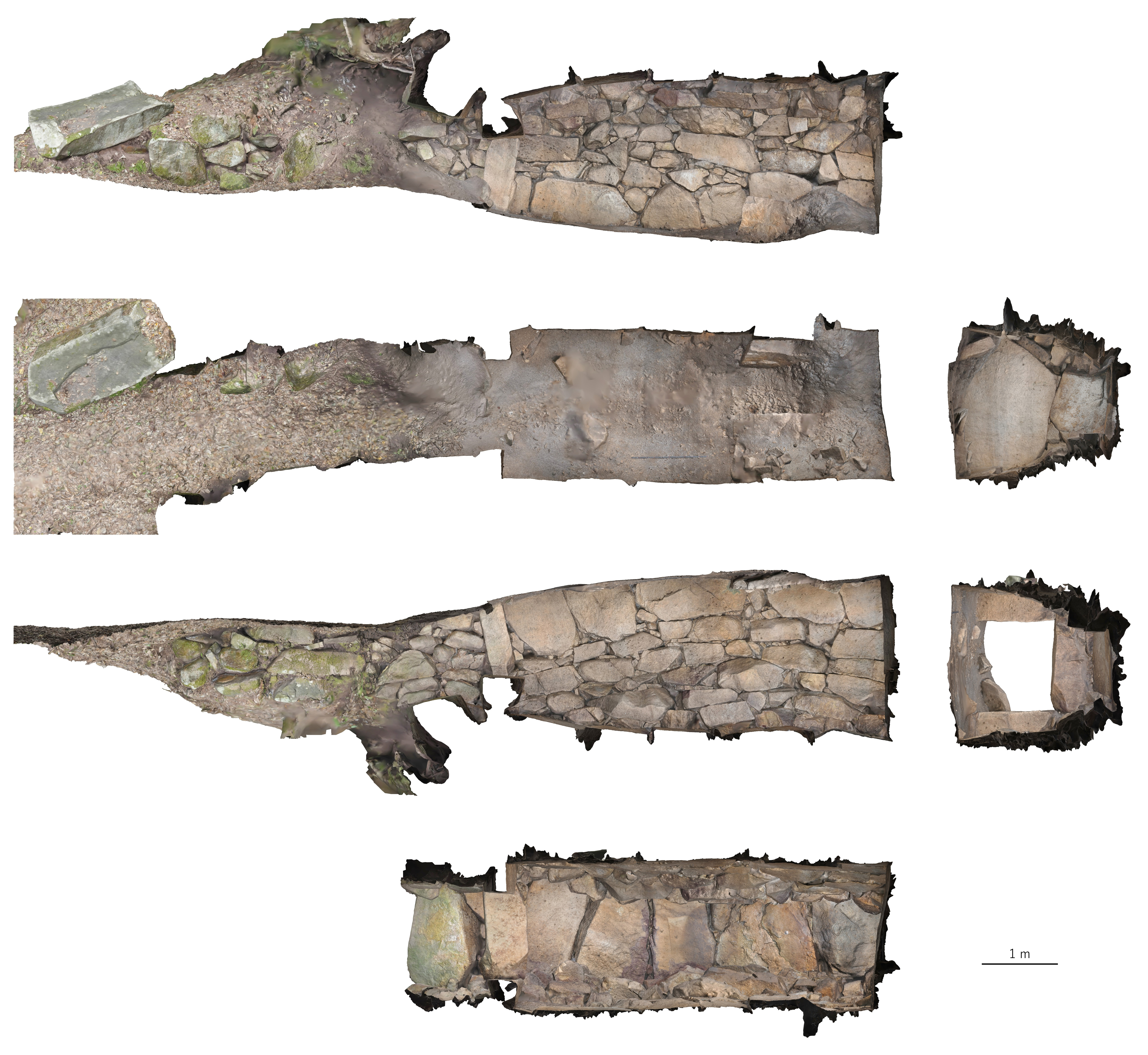
石室展開図

埋葬施設としては横穴式石室が構築されており、東方向に開口する。石室の規模は次の通り。
- 玄室：長さ4.85メートル、幅1.95メートル、高さ2.4メートル
- 羨道：長さ4.5メートル

玄室の壁面はやや持ち送る。玄室内には平石2枚が遺存する（棺台または仕切石か）。羨道の幅は玄室よりもやや狭い。玄室と羨道の間は門柱石で区切り、床面にも敷居状に石を組む（羨道部に倒れる石で封鎖か）。門柱石をもつ石室形態は、出雲地方を経由した九州型石室の二次的波及と指摘される。

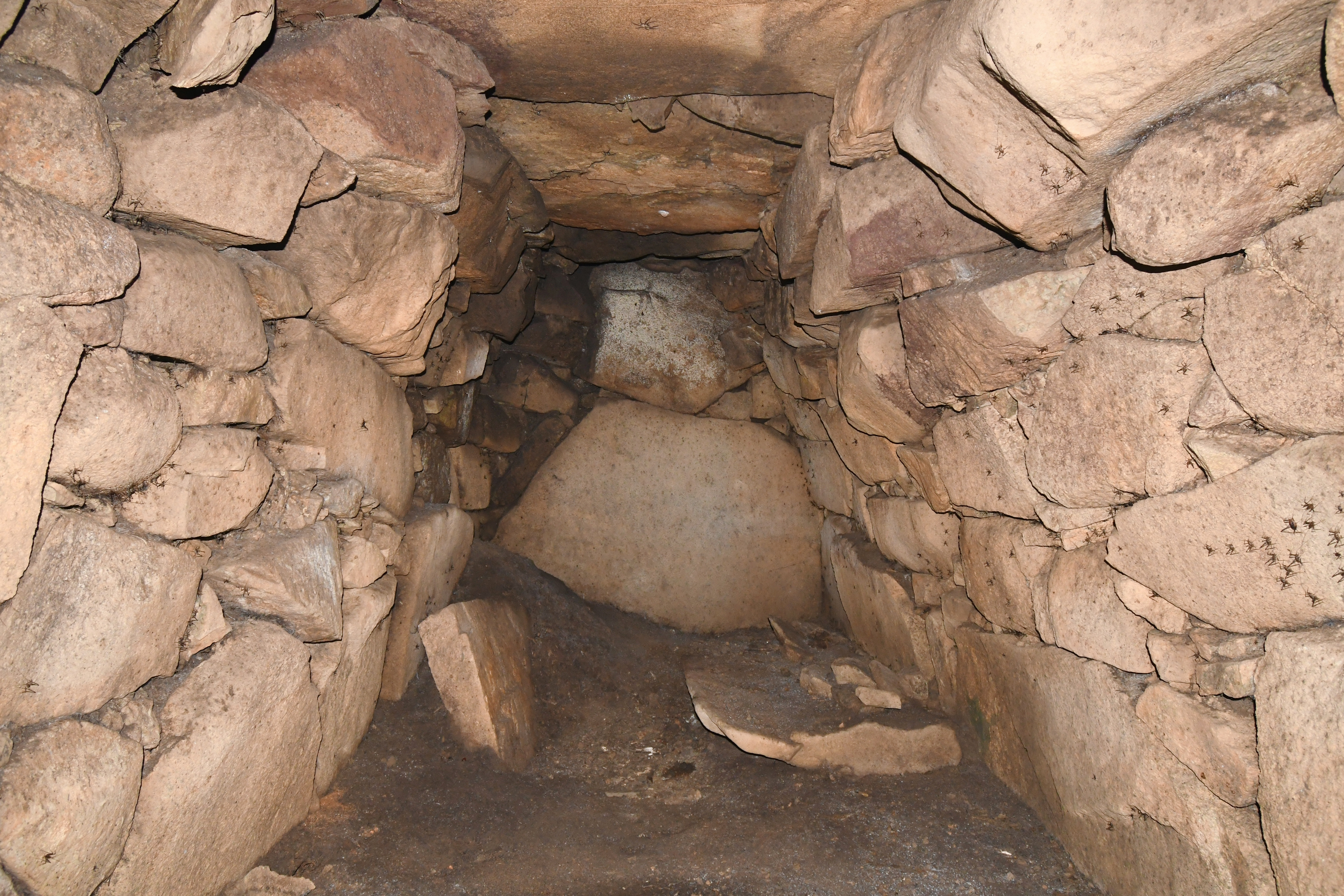
玄室（奥壁方向）
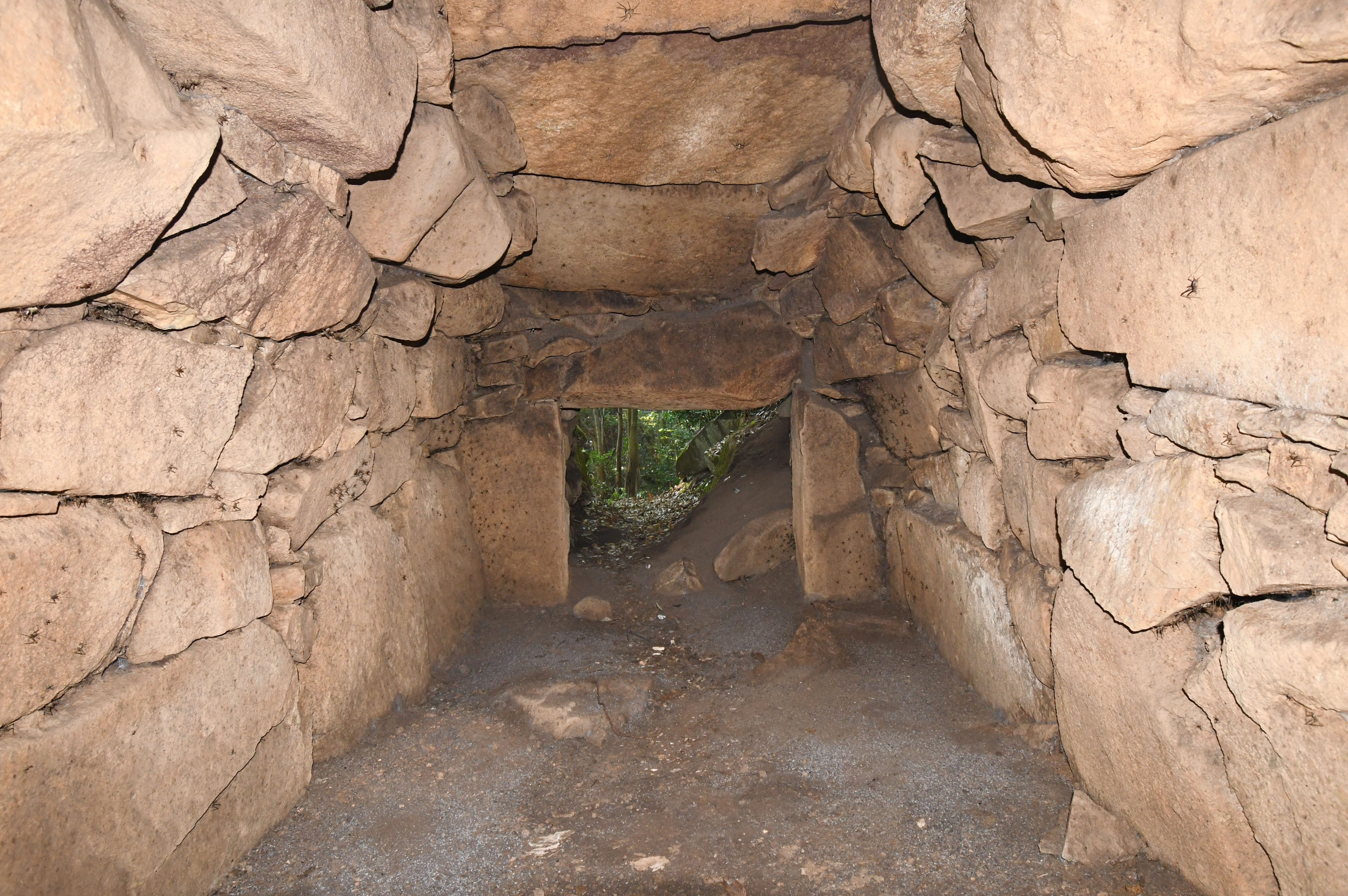
玄室（開口部方向）
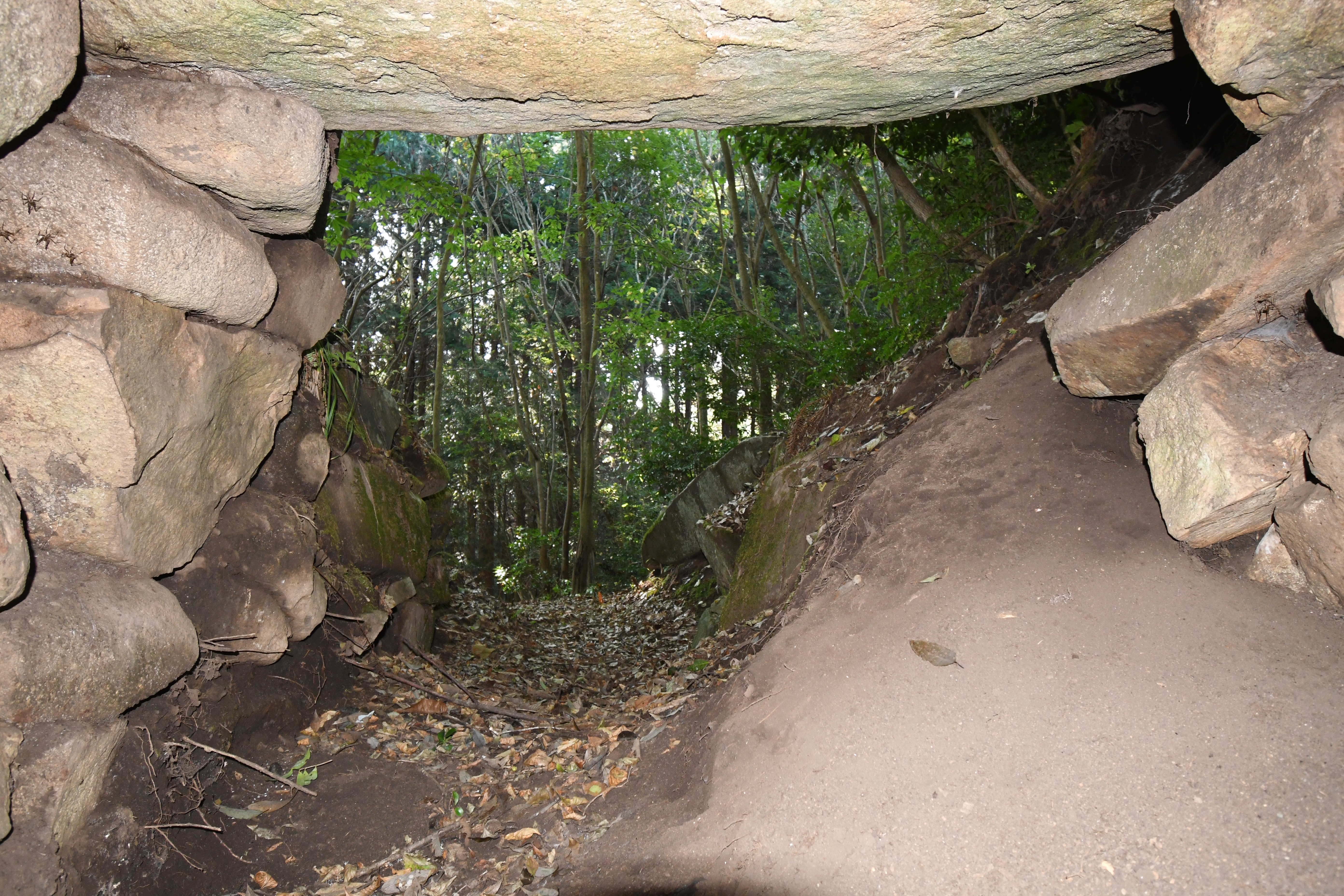
羨道（開口部方向）
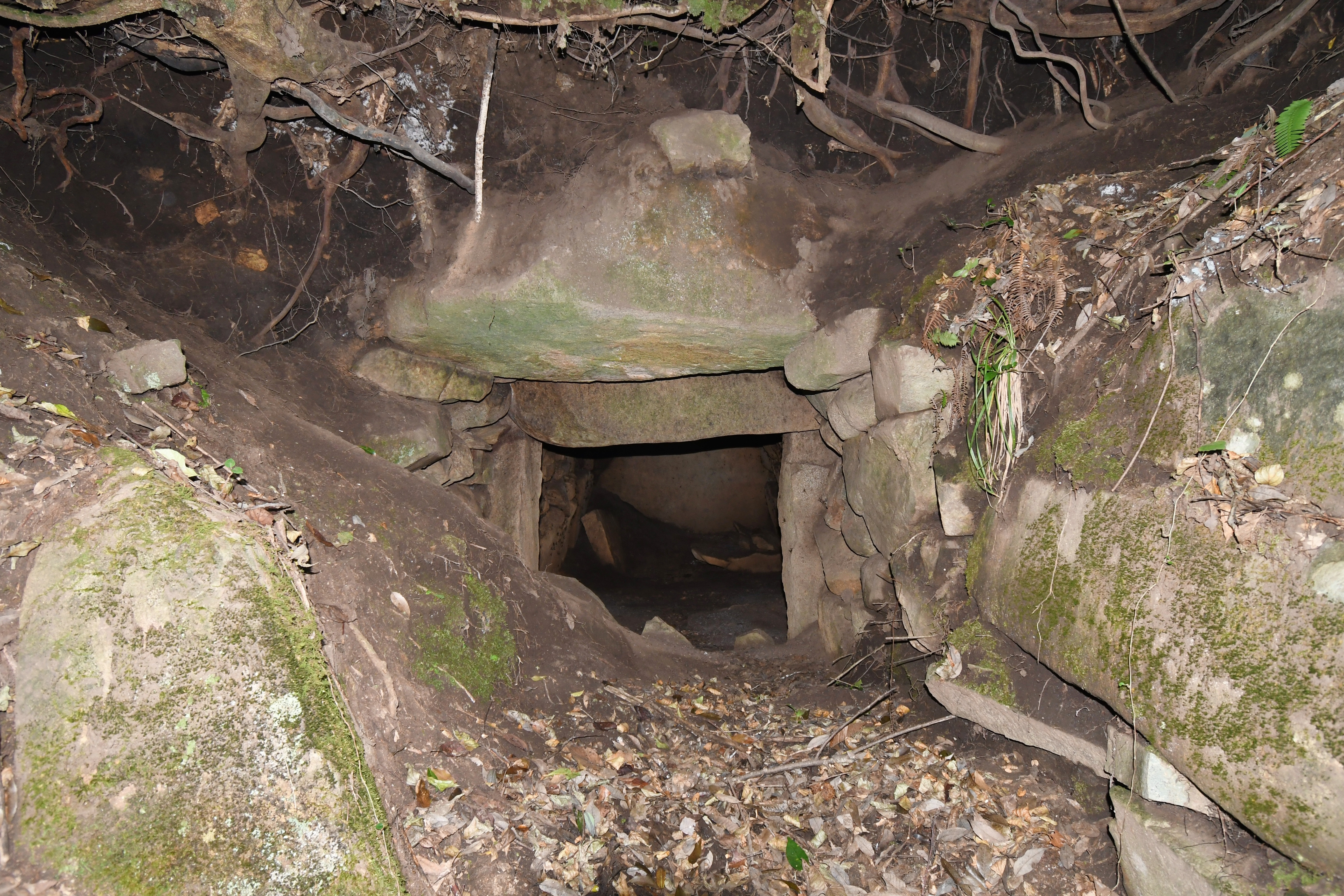
羨道（玄室方向）
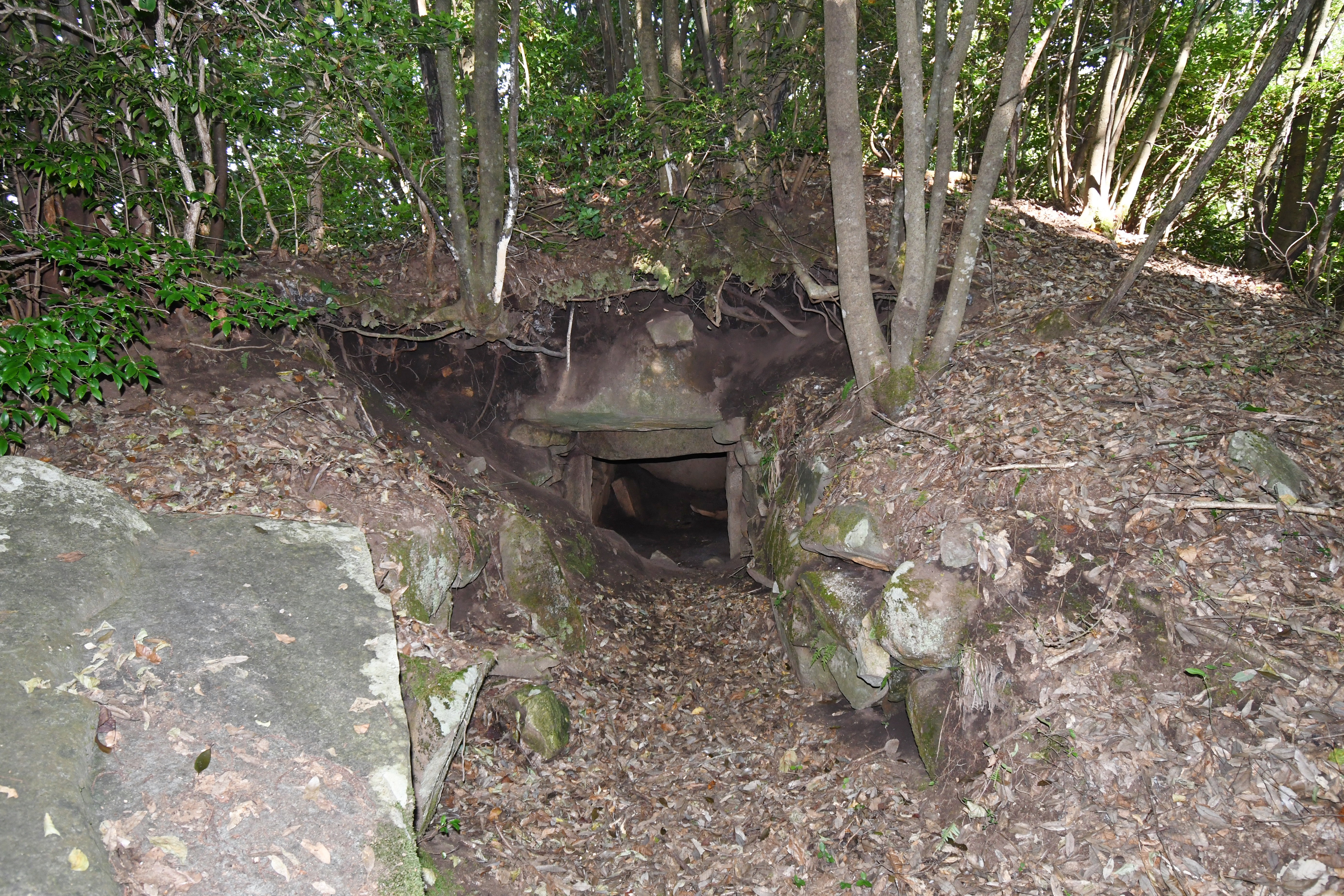
開口部

## 関連文献
（記事執筆に使用していない関連文献）
- 山崎信二『横穴式石室構造の地域別比較研究（中・四国編）』1985年。
- 「三次市三良坂町長宇根10号墳の測量調査」『広島大学大学院文学研究科考古学研究室紀要』第8号、広島大学大学院文学研究科考古学研究室、2016年9月30日、57-78頁。 - リンクは広島大学学術情報リポジトリ。